# Excesso de trabalho
O excesso de trabalho, também conhecido como trabalho excessivo ou sobrecarga de trabalho, é uma condição ocupacional caracterizada pelo trabalho excessivo, muitas vezes em detrimento da saúde física e mental do trabalhador. Inclui trabalhar além da capacidade, levando à fadiga, estresse e possíveis complicações de saúde.

## Definições
Horas extras obrigatórias ou forçadas são geralmente definidas como horas trabalhadas superiores a quarenta horas por semana "que o empregador torna obrigatórias com ameaça de perda de emprego ou ameaça de outras represálias, como rebaixamento ou atribuição a tarefas ou turnos de trabalho pouco atraentes".

## Efeitos
O excesso de trabalho, por sua natureza, é um fator estressante. A pressão constante para cumprir prazos, lidar com cargas de trabalho pesadas e manter a produtividade pode desencadear uma resposta crônica ao estresse. Essa exposição prolongada ao estresse pode levar o indivíduo a uma série de problemas de saúde mental e física, como ansiedade, distúrbios do sono, depressão e esgotamento.
Horas de trabalho prolongadas podem levar à diminuição da produtividade devido à fadiga, foco mal direcionado e exaustão.

### Físico
Em 2016, a Organização Mundial da Saúde (OMS) estimou que mais de 745.000 pessoas morreram de acidente vascular cerebral e doenças cardíacas como resultado de longas horas de trabalho. A OMS afirmou que o excesso de trabalho pode representar uma ameaça significativa à saúde cardiovascular devido a vários mecanismos fisiológicos. Uma das principais razões para isso é o estresse crônico que o excesso de trabalho pode causar, o que desencadeia a liberação de hormônios do estresse como o cortisol. Esses hormônios podem levar a níveis elevados de pressão arterial e colesterol, aumentando o risco de doenças cardíacas e derrames.

## Por país

### Japão
No Japão, os trabalhadores normalmente utilizavam menos de metade do seu subsídio de licença num ano, de acordo com um inquérito do Ministério do Trabalho que concluiu que, em 2013, os trabalhadores gozaram apenas nove dos 18,5 dias médios de direito. Uma pesquisa separada mostrou que um em cada seis trabalhadores não tirou férias remuneradas em 2013. Nas primeiras discussões, os grupos patronais propuseram limitar o número de férias remuneradas obrigatórias a três dias, enquanto os sindicatos apelaram a oito.

### Coreia do Sul
De acordo com dados a Organização para a Cooperação e Desenvolvimento Económico (OCDE), os coreanos trabalham 2.024 horas por ano, ocupando o terceiro lugar no mundo entre os países da OCDE. Isto é 280 horas a mais do que a média da OCDE de 1.744 horas. Os problemas causados pelo excesso de trabalho estão aumentando na Coreia.
A legislação americana relacionada ao trabalho excessivo inclui a Lei de Padrões Laborais Justos de 1938 (FLSA).

## Governo e formuladores de políticas
As organizações preocupadas com o excesso de trabalho incluem:
- Organização Internacional do Trabalho (OIT)